# Poecilogale albinucha
Poecilogale, Zorille à nuque blanche, Belette rayée d'Afrique
Genre
Espèce
Statut de conservation UICN

 LC  : Préoccupation mineure
La zorille à nuque blanche ou Poecilogale (Poecilogale albinucha) est une espèce de petit carnivore de la famille des Mustélidés. C'est la seule espèce du genre Poecilogale.
Cette espèce a été décrite pour la première fois en 1864 par le zoologiste britannique John Edward Gray (1800-1875) et le genre en 1883 par son compatriote Michael Rogers Oldfield Thomas (1858-1929). 

## Dénominations
- Nom scientifique : Poecilogale albinucha  (Gray, 1864)
- Noms vulgaires (vulgarisation scientifique) ou Noms vernaculaires (langage courant): Poecilogale[1], Poecilogale à nuque blanche[2], Zorille à nuque blanche[3], Belette rayée d'Afrique[3],  Putois congolais[2] ou encore Chat de brousse[2].

Espèce appelée African striped weasel (belette rayée d'Afrique) par les anglophones.

## Liste des sous-espèces
Selon Mammal Species of the World (version 3, 2005)  (20 juin 2013) et Catalogue of Life (20 juin 2013) :
- sous-espèce Poecilogale albinucha albinucha (Gray, 1864)
- sous-espèce Poecilogale albinucha bechuanae Roberts, 1931
- sous-espèce Poecilogale albinucha doggetti Thomas & Schwann, 1904
- sous-espèce Poecilogale albinucha lebombo Roberts, 1931
- sous-espèce Poecilogale albinucha transvaalensis Roberts, 1926